# Hermann Kantorowicz
Hermann Kantorowicz (18. listopadu 1877 Poznaň – 12. února 1940 Cambridge) byl německý právní vědec. Po nuceném odchodu z nacistického Německa v roce 1933 působil ve Velké Británii. V průběhu svého života vyučoval na Freiburské univerzitě, Univerzitě v Kielu, v Oxfordu, v Cambridge, na City College of New York, a externě také na Kolumbijské univerzitě.

## Teorie volného práva
Kantorowicz byl významným představitelem tzv. teorie volného práva, což byla vlivná škola působící v rámci německé sociologické jurisprudence na přelomu 19. a 20. století. Tato teorie měla konkurovat právnímu pozitivismu v Německém císařství a měla opět dokázat přiblížit se státně-právní a společenské realitě. Cílem této právní teorie bylo prosadit svobodné rozhodování soudců, jejichž vázanost „paragrafovým právem“ měla být snížena. Kantorowicz a teorie volného práva usuzovali, že právo není obsaženo pouze v zákonech. Právo, které není obsaženo v právních předpisech – ale přesto je existující – nazývá Kantorowicz volným právem. „Vzhledem k volnému právu, právo nakonec tvoří uzavřený systém, mezery musí být vyplněny.“ Mezery mohou být vyplněny jedině „soudcovskými normami“, jelikož rozhodnutí soudce musí být zákonné. Tyto normy vytváří soudce, který má nejen za úkol právo zjišťovat, ale také právo vytvářet. Proto by měl mít soudce co největší volnost vůči ustanovení zákona. Volná úvaha soudce je základním principem aplikace práva.
Kdo byl zakladatelem školy volného práva je dodnes předmětem sporů. Mezi jinými si tyto zásluhy nárokoval třeba i Eugen Ehrlich, který tvrdil že myšlenky zformuloval již v roce 1888. Pod pseudonymem Gnaeus Flavius sepsal Kantorowicz pojednání k doktríně volného práva s názvem Der Kampf um die Rechtswissenschaft, jejíž silné formulace dělají z tohoto pojednání ve skutečnosti metodickou příručku. Tento text je dnes považován za stěžejní vyjádření myšlenek teorie volného práva.
Kantorowicz a teorie volného práva měli vliv nejen na právní doktrínu, ale také na další obory a disciplíny jako je třeba sociologie práva. Oponenti z řad právníků a právních teoretiků kritizují teorii volného práva za to, že právo relativizuje a směřuje k jeho rozplynutí ve společenskovědní sféře.